# Draghoula
Pour plus de détails, voir Fiche technique et Distribution.
Draghoula  est un filmm d'horreur québécois réalisée par Bashar Shbib en 1994, à Montréal.

## Synopsis
Harry, un jeune scientifique d’ascendance juive fait des expériences sur des rats pour tenter d’isoler le gène de la culpabilité. À l’annonce de restrictions budgétaires sur le nombre de rats mis à sa disposition, Harry se tourne vers un fournisseur qui commercialise justement des rats en provenance de Transylvanie. À la suite d’une morsure, le jeune scientifique se transforme chaque soir en Draghoula, un vampire travesti assoiffé de sang. Sa mère sur-protectrice ainsi que Sabrina, son assistante de laboratoire, vont tenter de trouver un remède à son mal.

## Fiche technique
- Titre : Draghoula
- Réalisation : Bashar Shbib
- Scénario : Bashar Shbib
- Production : Richard Goudreau, Bashar Shbib
- Photographie : Jay Ferguson
- Montage : Meiyen Chan
- Musique : Talamasca et Sassy Scarlet
- Pays d'origine : Canada
- Langue : anglais
- Durée : 84 min
- Format : couleur, 35 mm
- Budget : 275 000
- Date de sortie : 4 novembre 1994 [2],[3].

## Distribution
- Stephanie Seidle (V. Q. : Lisette Dufour) : Sabrina
- Chris Lee (V. Q. : Michel M. Lapointe) : Harry
- Robyn Rosenfeld (V. Q. : Geneviève De Rocray) : Armadona
- Victoria Barkoff : Ida
- Bobo Vian (V. Q. : Sophie Faucher) : Laila Zresbos
- Kathy Slamen : Rat Salesperson
- Jennifer Clark-Ansell : La bibliothécaire
- Linda Dawn Hammond : Lee
- Maia Nadon-Chbib : Naiomi
- Valerie Verrier-Diaconescu : Christie
- Susan Eyton-Jones : Chanteuse au bar

Source et légende : Version québécoise (V. Q.) sur Doublage QC.

## Diffusion
Draghoula a eu une bonne diffusion télévisuelle, notamment de bonne ventes en Pay-per-view (télévision à la carte). 